# Main Street (película)
Main Street es un drama contemporáneo sobre varios residentes de una pequeña ciudad en el sur de los Estados Unidos cuyas vidas han cambiado con la llegada de un extraño con un plan controversial para salvar su ciudad natal decayendo. En medio de los tiempos difíciles de hoy, cada uno de los ciudadanos de esta comunidad de Carolina del Norte-de una heredera de tabaco una vez rico para un agente de policía local-buscarán maneras para reinventarse a sí mismos, sus relaciones y el corazón de su vecindario.

## Producción

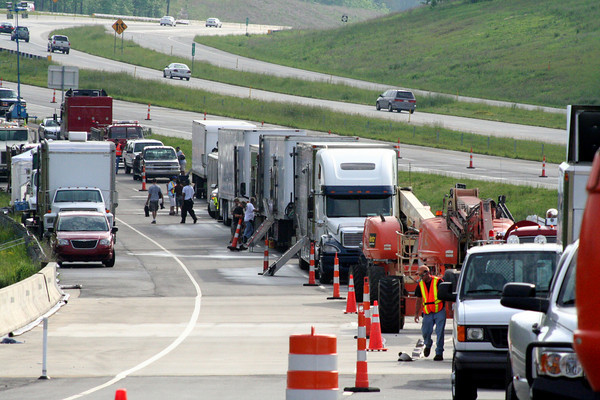
2ª unidad rodando en Morrisville, NC en NC540 para Main Street'

La película fue filmada enteramente en Durham, Carolina del Norte en abril y mayo de 2009. El guion fue escrito por el ganador del Premio Pulitzer Horton Foote después de que encontró el centro de Durham vacío en un fin de semana que él visitó años antes.
Myriad Pictures compró los derechos de distribución internacional en mayo de 2009. La película fue promovida en el Festival de Cannes 2009 por sus productores y estrellas.